# Kerk Saint-Maimbœuf
De Saint-Maimbœufkerk is een parochiekerk die zich bevindt in Frankrijk te Montbéliard (Doubs).

## De oude kerk
De oorspronkelijke kerk domineerde het plein van Château de Montbeliard met de 44 meter hoge klokkentoren met koperen dak. Oorspronkelijk heette de kerk: "église Saint-Pierre", maar hiervan is de stichtingsdatum onbekend. Wel is bekend dat de kerk al bestond toen Paus Leo IX midden 11e eeuw naar Montbéliard kwam om het huwelijk van zijn neef Lodewijk van Mömpelgard met Sophia van Bar in te zegenen. De in 1468 ingestorte toren werd niet herbouwd maar is vervangen door een klokkentoren. Uiteindelijk is het gebouw in 1810 volledig afgebroken en werd de kerk van bij het château verplaatst naar de voorstad.

## De huidige kerk
De bouw van de nieuwe kerk werd gespreid tussen 1850 en 1875, waarbij de afwerking van de kerk nog tot 1880 duurde. De bouw was een initiatief van kardinaal Mathieu, aartsbisschop van Besançon. De locatie van de nieuwe kerk was niet toevallig hij werd wederom gebouwd op een rots, ditmaal "verpletterde" ze figuurlijk de Tempel van Saint-Georges, een voormalige Lutherse kerk. Deze locatie was gekozen om het grotendeels protestantse Montbéliard weer terug te krijgen naar het katholicisme.
Om plaats te maken voor de kerk werd de Lutherse Universiteit Montbeliard gedeeltelijk gesloopt. De vleugels ten zuiden, oosten en westen werden afgebroken om plaats te maken voor de kerk die in 1866 werd geopend. Het project duurde nog lang vanwege geldgebrek. Dit resulteerde er ook in dat in 1884 besloten werd om de tweede geplande toren niet te bouwen.
De kerk, de trappen, de winkels om de kerk, de crypte van de kerk zijn allemaal op 2 september 1994 toegevoegd aan de lijst met Historische monumenten.

## Architectuur en decoratie
De huidige kerk is in de 19e-eeuwse neorenaissancestijl gebouwd. De wenteltrap die oorspronkelijk uit de universiteit komt, werd verplaatst naar de toren. Het gebouw bezit een valse kluis dat zich tussen een houten gewelf bevindt.
Het grote uit eikenhout gesneden orgel uit 1831, dat zich in de tribune bevindt, werd gerestaureerd in 1899, 1973 en 1985. Veel andere objecten zijn ook als belangrijk geïdentificeerd. Enkele van de meest belangrijke objecten uit de kerk die hierbij horen zijn: het altaarstuk van het hoge altaar, twee altaar stukken op de tweede verdieping, het schilderij "martyre de Saint Maimboeuf" en het schilderij "L'Annonciation".

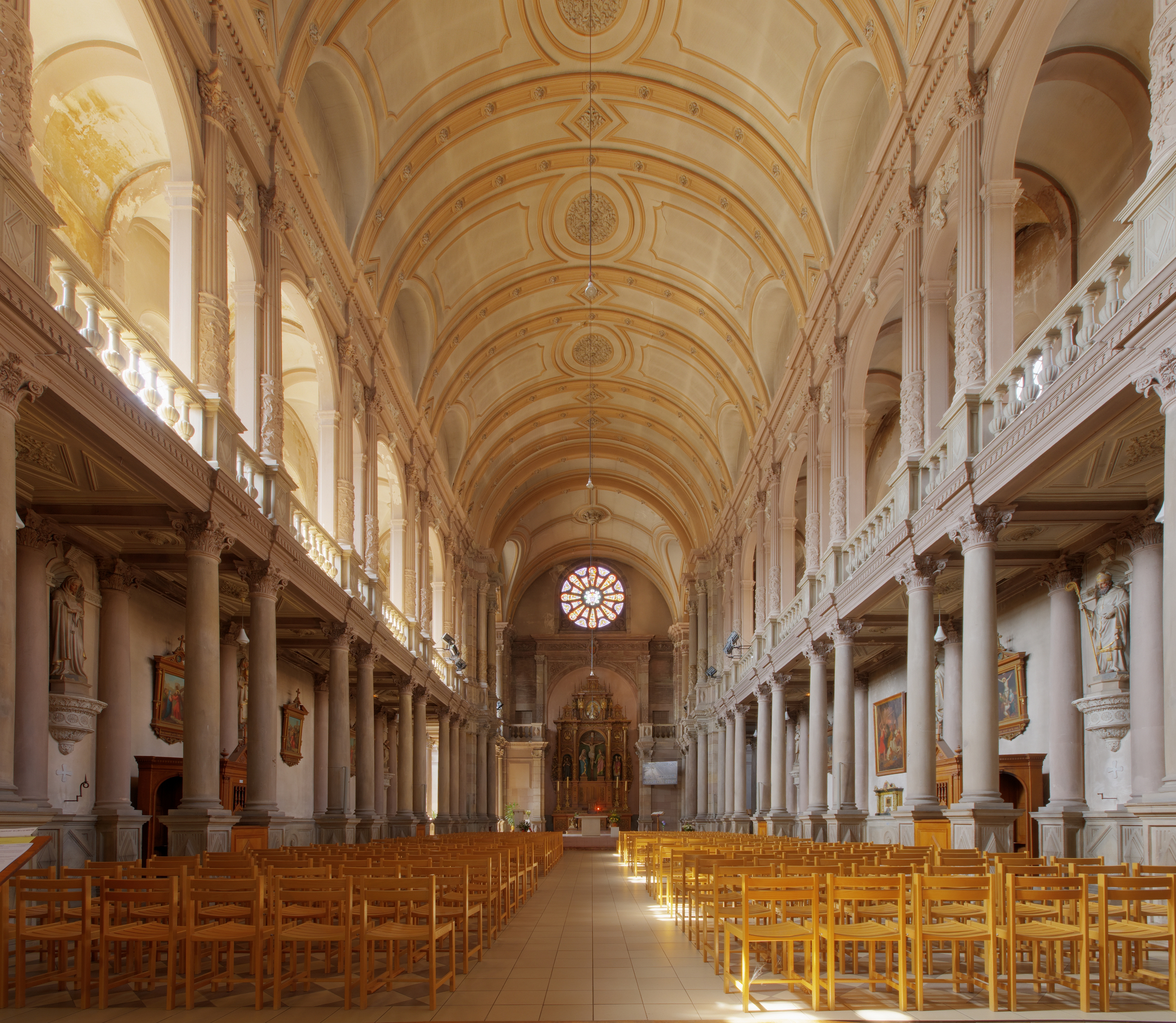
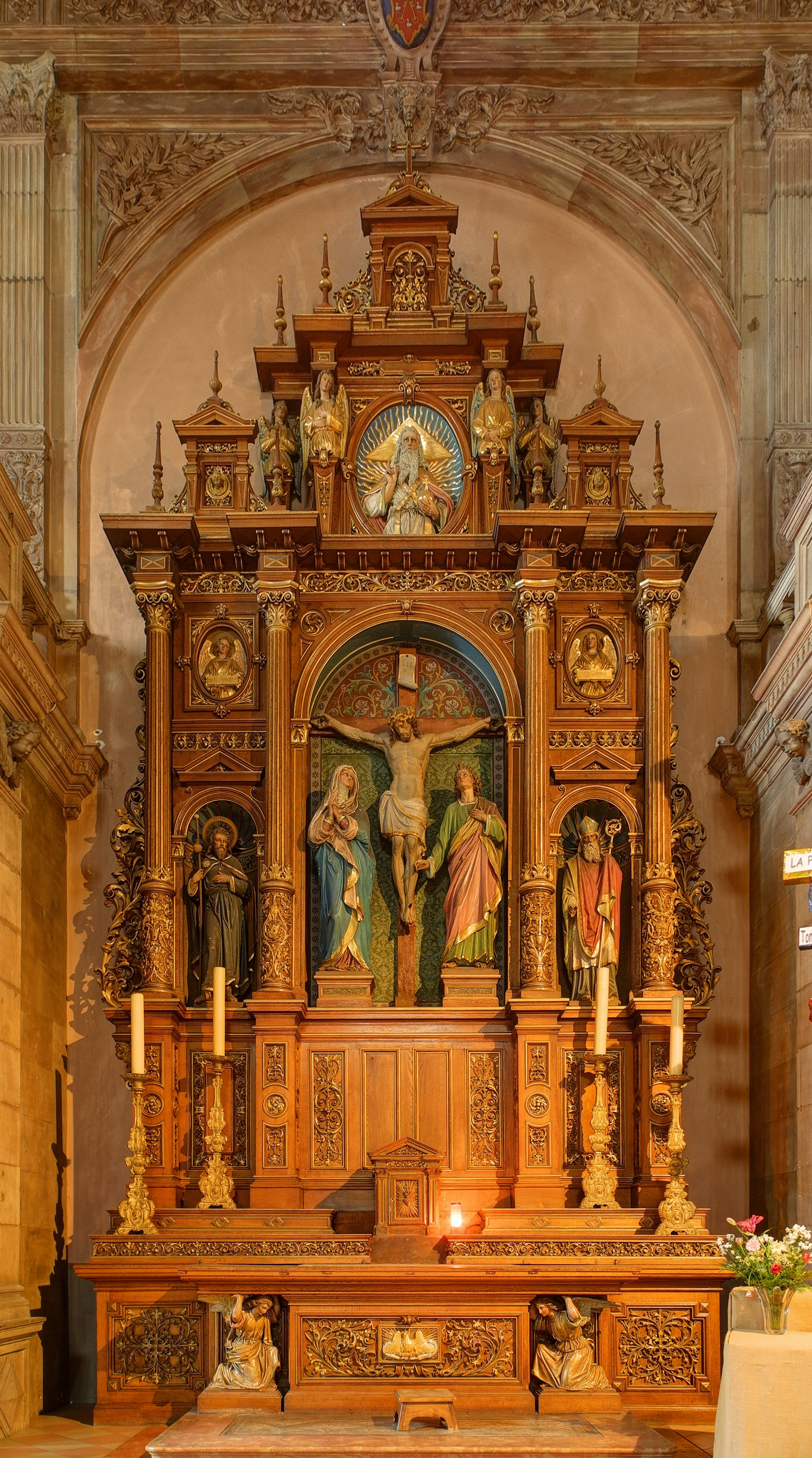